# Сандхерст
Са́ндхерст (англ. Sandhurst, ˈsændhɜːst) — город в графстве Беркшир Великобритании, входит в состав унитарной единицы Бракнелл-Форест.
Находится на границе с графствами Гэмпшир и Суррей. 
Известен расположенной здесь с 1812 года Королевской военной академией, где получают образование большинство офицеров британской армии. Среди видных военных и государственных деятелей, окончивших это учебное заведение, были, в частности, Уинстон Черчилль и фельдмаршал Бернард Лоу Монтгомери.
В Сандхерсте родился писатель-фантаст Эрик Рассел.